# التبيان في تفسير القرآن
التبيان في تفسير القرآن ، من التفاسير الشيعية من تأليف محمد بن حسن الطوسي (385 - 460هـ)، يعد هذا الكتاب هو أكمل تفسير شيعي؛ بمعنى أنّه مفسّر وجامع لكل آيات القرآن؛ والمؤلف وظّف جميع طرق التفسير لشرح الآيات القرآنية؛ كما أنه يعتبر من أقدم مصادر التفسير، وقد انتهج العديد من مفسّري الشيعة للقرآن نهج الطوسي في التفسير.
لم يكتف المؤلف بالمأثور عن أهل البيت، بل ركّز على عنصر العقل وأخذ بنظر الاعتبار العلوم المختلفة في تفسيره مدققاً آراء المفسرين الماضين والمعاصرين له، ومن هذا المنطلق اعتبر البعض أن هذا التفسير يشمل علوماً مختلفة كالصرف والنحو والاشتقاق والمعاني والبيان والحديث والفقه والكلام والتأريخ.

## المؤلف
أبو جعفر محمد بن الحسن بن علي بن الحسن الطوسي (385 -460هـ / 995 - 1050 م) المعروف بشيخ الطائفة والشيخ الطوسي، من متكلمي ومحدثي ومفسري وفقهاء الشيعة في القرن الخامس قدم إلى العراق من خراسان في سن الثالثة والعشرين وتتلمذ على يد علماء الشيعة هناك كالمفيد والشريف المرتضى، أسند إليه الخليفة العباسي كرسي كلام بغداد، وعندما احترقت مكتبة شابور أثر هجوم طغرل بك اضطر للهجرة إلى النجف فأسس الحوزة هناك وأصبح مرجعاً وزعيماً للشيعة الإمامية بعد وفاة الشريف المرتضى ، وقد ألف العشرات من الكتب وأسس طريقة الاجتهاد المطلق وألف كتباً في الفقه والأصول.

## سبب التأليف
يذكر الطوسي في مقدمة كتابه التبيان السبب، قال:
«أما بعد، فان الذي حملني على الشروع في عمل هذا الكتاب اني لم أجد أحدا من أصحابنا - قديما وحديثا - من عمل كتابا يحتوي على تفسير جميع القران، ويشتمل على فنون معانيه وإنما سلك جماعة منهم في جميع ما رواه ونقله وانتهى إليه في الكتب المروية في الحديث، ولم يتعرض أحد منهم لاستيفاء ذلك، وتفسير ما يحتاج إليه»

## المحتوى والتركيب
- يحوي على تفسير جميع سور وآيات القرآن الكريم بحسب الترتيب.
- رتّب معطيات كلّ سورة بالطريقة الآتية: ابتداءًا بذكر الأسماء المتعددة لكل سورة، وأنها مكية أو مدنية، وهل ذُكر فيها ناسخاً أو منسوخاً وخصوصيات أخرى فيها، وبيّن المعاني اللغوية لمفردات القرآن، وذكر فيها اختلاف القراءات وملاحظات حول الصّرف والنحو والبلاغة، ثم شرح، وفسّر الآية، وأورد آراء المفسرين وأقوال حولها.
- يذكر أسباب نزول الآيات وقضايا تخصّ الكلام ومواضيع في الفقه ذا علاقة بها.[4]| جزء من سلسلة مقالات حول               |
| علم التفسير                           |
|                                       |
| مناهج التفسير                         |
| أمهات التفاسير عند أهل السنة والجماعة |
| تفاسير أهل السنة والجماعة             |
| تفاسير الأشعرية و الماتريدية          |
| تفاسير المعتزلة                       |
| تفاسير الصوفية                        |
| تفاسير الشيعة                         |
| مصطلحات                               |
| التصنيف بوابة الإسلام                 |
| ع ن ت                                 |

## تفسير
هو تفسير حافل جامع، شيعي معتدل، أقرب لأهل السنة، وشامل لمختلف ابعاد الكلام حول القرآن، لغة وادبا، قراة ونحوا، تفسيرا وتاويلا، فقها وكلاما بحيث لم يترك جانبا من جوانب هذا الكلام الإلهي الخالد، الا وبحث عنه بحثا وافيا، في وجازة وايفا بيان.
يبدو من ارجاعات الشيخ في تفسيره إلى كتبه الفقهية والأصولية والكلامية، انه كتب التفسير متاخرا عن سائر كتبه في سائر العلوم، ومن ثم فان هذا الكتاب يحظى بقوة ومتانة وقدرة علمية فائقة، شان أي كتاب جا تاليفه في سنين عالية من حياة المؤلف.

## أهميته
هذا التفسير حاز قصب السبق من بين سائر التفاسير التي كانت دارجة لحد ذاك الوقت، والتي كانت أكثرها مختصرات، تعالج جانبا من التفسير دون جميع جوانبه، مما اوجب ان يكون هذا التفسير جامعا لكل ما ذكره المفسرون من قبل، وحاويا لجميع ما بحثه السابقون عليه.
يقول حسن الصدر:«كتاب جليل كبير عديم النظير في التفاسير،اول من جمع في التفسير جميع علوم القرآن.كتاب جليل كبير عديم النظير في التفاسير،اول من جمع في التفسير جميع علوم القرآن.»

## تلخيصات
- مختصر التبيان - ابن ادريس الحلي[6]
- مختصر التبيان - أبو عبد الله محمد بن هارون[7]

## انظر ايضاً
- علم التفسير
- كتب الشيعة
- البرهان في تفسير القرآن

## وصلات خارجية
- تحميل الكتاب